# Chat dans l'Égypte antique

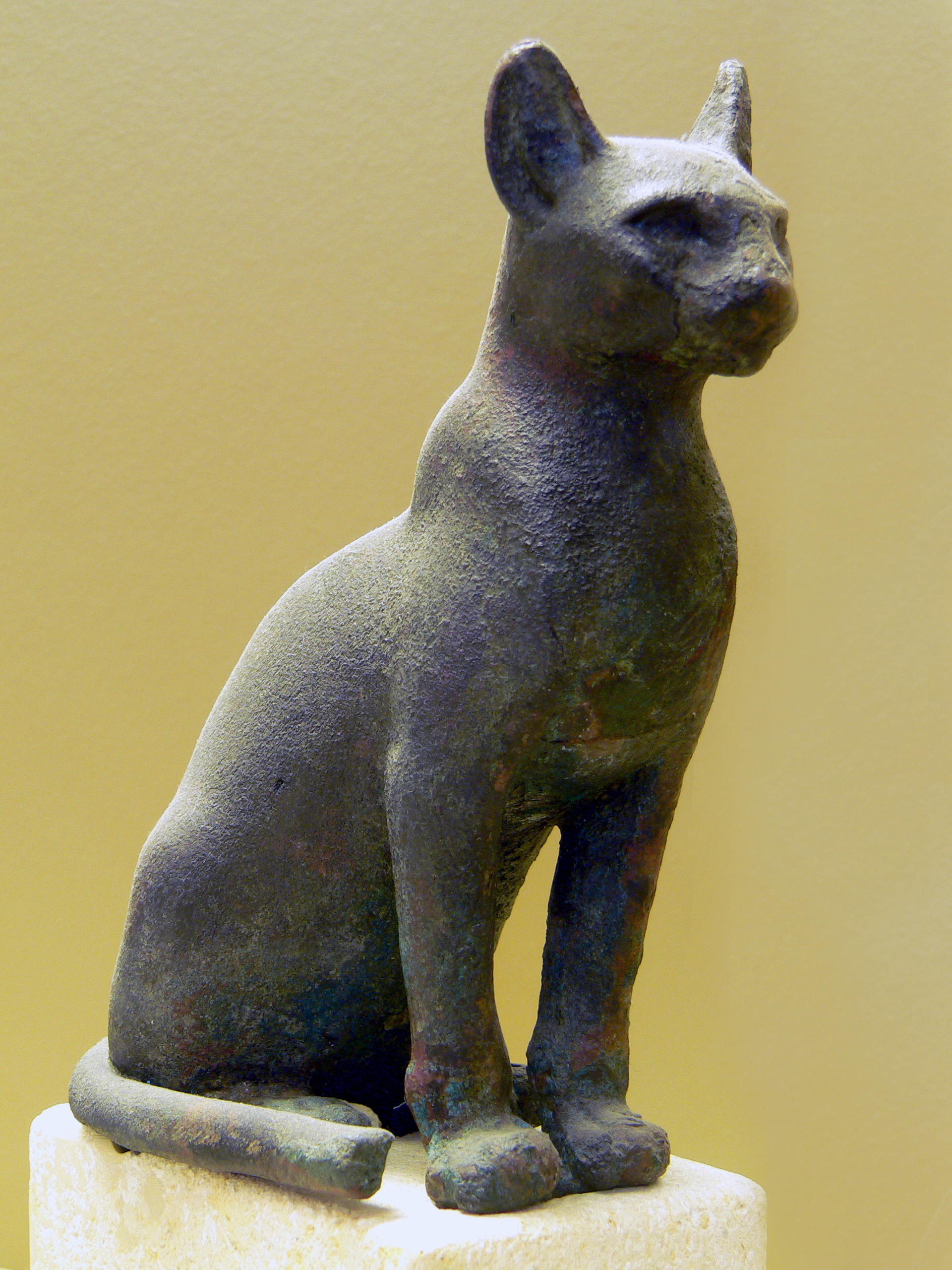
Statuette de chat.

Le chat était l'un des nombreux animaux dont les attributs furent vénérés dans l'Égypte antique. Il était notamment associé au symbole de protection. Tout d'abord avatar du dieu Rê en tant que pourfendeur du serpent Apophis, il connaîtra le sommet de son influence en tant qu'incarnation de la déesse Bastet.

## Le chat égyptien

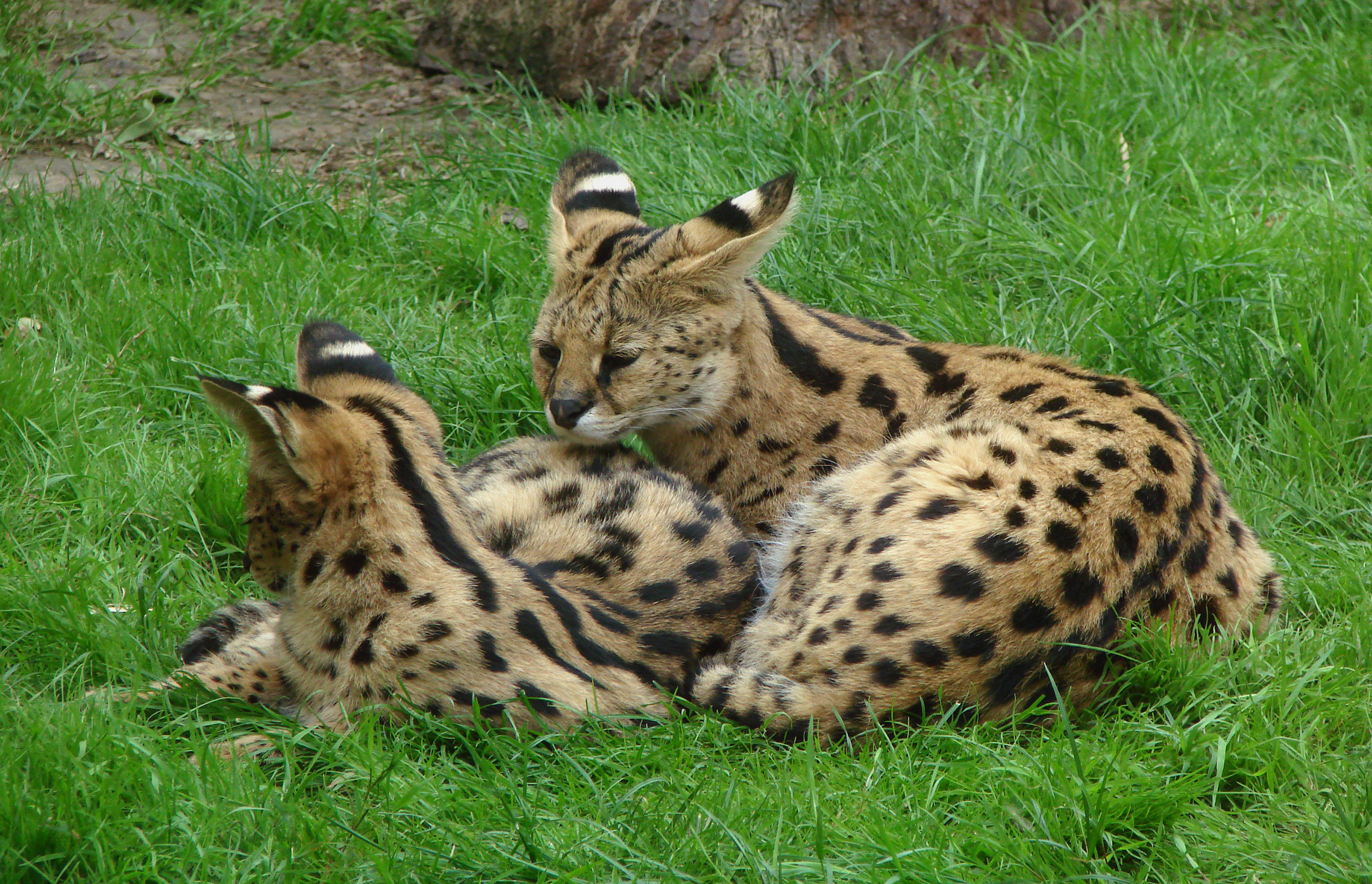
Chat serval.

On connaît trois espèces du genre Felis ayant vécu dans l'Égypte antique.
Le chat sauvage d'Afrique ou chat ganté (Felis silvestris lybica) est le chat le plus répandu. Espèce endémique, on le retrouve partout en dehors du Sahara et des forêts tropicales. Sa taille varie de cinquante à soixante-dix centimètres et son poids de trois à sept kilogrammes. D'une morphologie comparable aux Abyssins d'aujourd'hui, il possède un pelage foncé pour les groupes vivant en forêt, plus clair pour ceux vivant dans le désert. Animal de préférence nocturne, il chasse au crépuscule ou durant la nuit. La journée, il se protège de la chaleur dans des terriers ou dans des arbres.
Le chat des marécages ou chaus (Felis chaus) est un chat vivant dans les zones humides (on en trouve jusqu'en Asie). Plus grand qu'un chat sauvage, mais court sur pattes, il mesure de soixante à soixante-quinze centimètres pour un poids variant de dix à quinze kilogrammes. Il a un museau long et fin, des pinceaux noirs sur les oreilles et une queue annelée. Son pelage est d'un brun épais ou rougeâtre marqué de bandes noires sur les pattes antérieures. 
Le chat serval ou serval (Leptailurus serval) est un chat originaire de Nubie (on le retrouve du sud du Sahara à l'Afrique australe). Préférant la nuit, il vit dans la savane. D'une taille moyenne d'environ soixante-dix centimètres et d'un poids variant de quatorze à dix-huit kilogrammes, il possède un corps élancé avec de longues pattes. Son pelage tacheté est d'un brun fauve et s'éclaircit sous son corps. Il a de grandes oreilles, une petite tête et de grands yeux.

## Le chat au quotidien

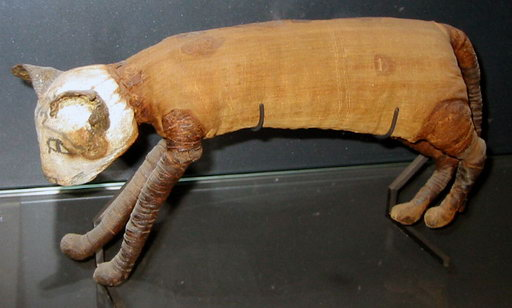
Momie de chat (Musée du Louvre).

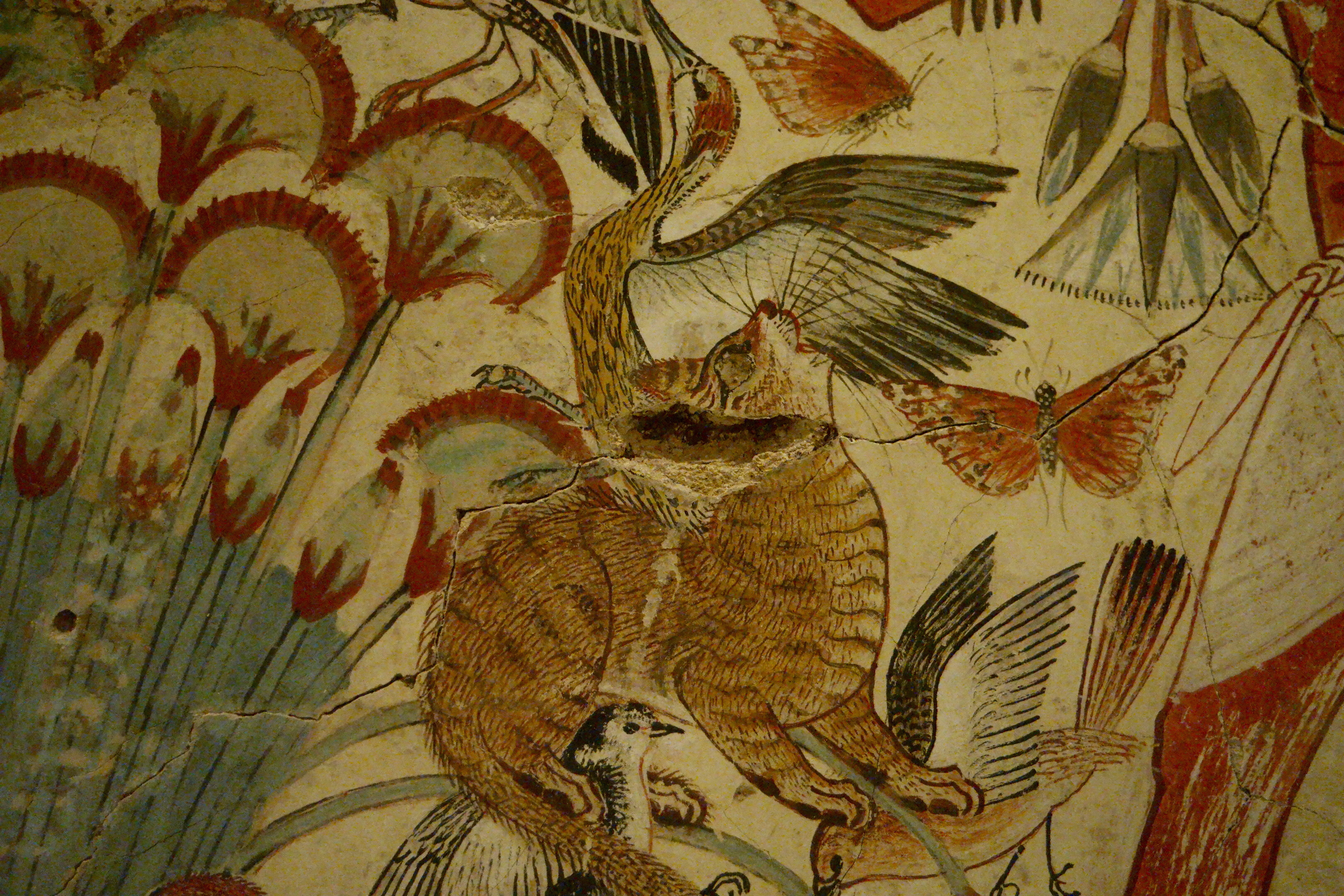
Chat chassant des oiseaux dans une roselière, Tombe de Nebamun.

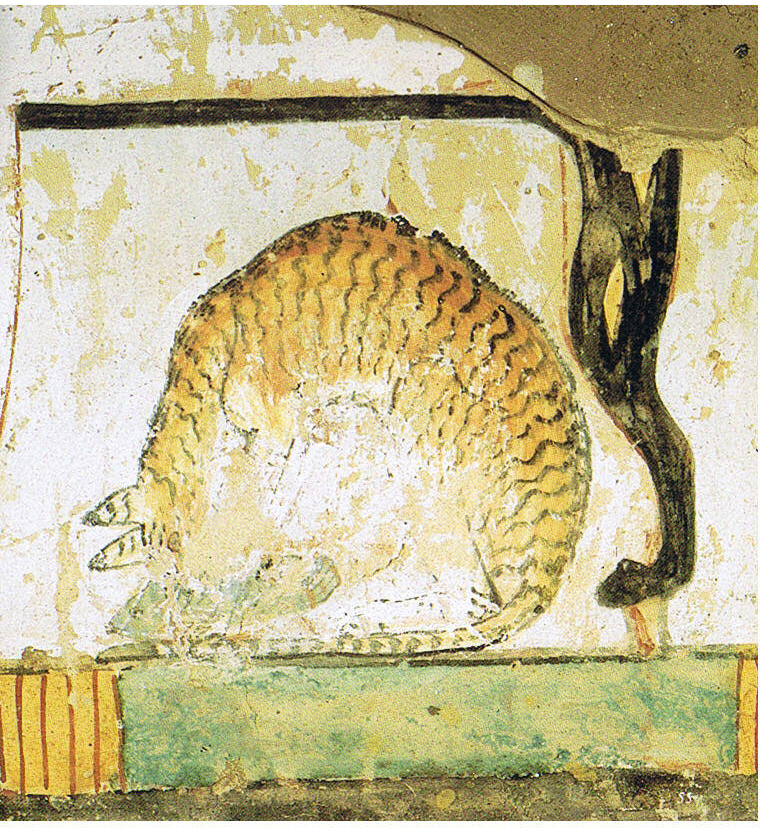
Chat face à un rongeur, tombe de Nakht.

Les Égyptiens de l'Antiquité nommaient le chat par l'onomatopée « miou », dont la transcription est miw au masculin et miwt au féminin (le français utilise également ce genre d'onomatopée qu'on retrouve dans le verbe miauler).
| W19 | i | w | E13 | \| \| |
|     |   |   |     |       |

|  |

| W19 | i | w | E13 | \| \| |
|     |   |   |     |       |

|  |

| \| \| | W19 | i | w | F28 |
|       |     |   |   |     |

|  |

| \| \| | W19 | i | w | F28 |
|       |     |   |   |     |

|  |

On pense que la domestication du chat eut lieu en Égypte au cours du quatrième millénaire avant notre ère. Avant de devenir un animal de compagnie apprécié pour sa douceur, sa grâce et sa nonchalance, le chat est avant tout un animal protecteur. En tant que petit prédateur chassant les rongeurs, il protège les silos à grain où les Égyptiens entreposaient leur récolte (notamment le blé), ressource vitale pour ce peuple d'agriculteurs. En chassant les rats et autres rongeurs, le chat élimine aussi des vecteurs de maladies transmissibles graves, comme la peste. Enfin, en chassant les serpents, notamment les vipères à cornes, il rend plus sûrs les alentours des foyers situés sur son territoire. 
Il semble que chaque temple possédait ses propres chats. Un « gardien des chats » (poste important transmis héréditairement) en avait la charge. Le chat, comme les autres animaux sacrés, avait un statut particulier dans la société égyptienne. Ainsi il était interdit de tuer ou même de maltraiter les chats, et les contrevenants risquaient une peine très lourde pouvant aller jusqu'à la mort — peine sûrement proportionnelle à l'importance du-dit chat. Diodore de Sicile, un historien grec, décrit une scène s'étant déroulée vers -60 : un char romain écrasa par accident un chat égyptien et, en dépit des ordres du pharaon Ptolémée XII, un soldat égyptien tua le conducteur.
Les milliers de momies de chat retrouvées dans des cimetières pour chats peuvent nous faire penser qu'il était l'animal le plus populaire de l'Égypte antique. Au XIXe siècle, les Anglais en rapportèrent environ 300 000 dans leur pays pour les réduire en poudre et en faire de l'engrais. Dans les palais, le chat était l'animal domestique par excellence, élevé dans l'abondance. La tradition voulait que leurs maîtres se rasent les sourcils en signe de respect quand le chat venait à disparaître et un deuil de soixante-dix jours avait lieu le temps de sa momification. Le chat accompagne parfois son maître dans l'au-delà sous forme de statuette (ou sculpté sur les sépultures). On trouve également le chat représenté sur de nombreux vases, bijoux et vaisselle, ainsi que dans les peintures (notamment sous le siège de la femme, comme symbole protecteur).

## Les chats dans la mythologie égyptienne

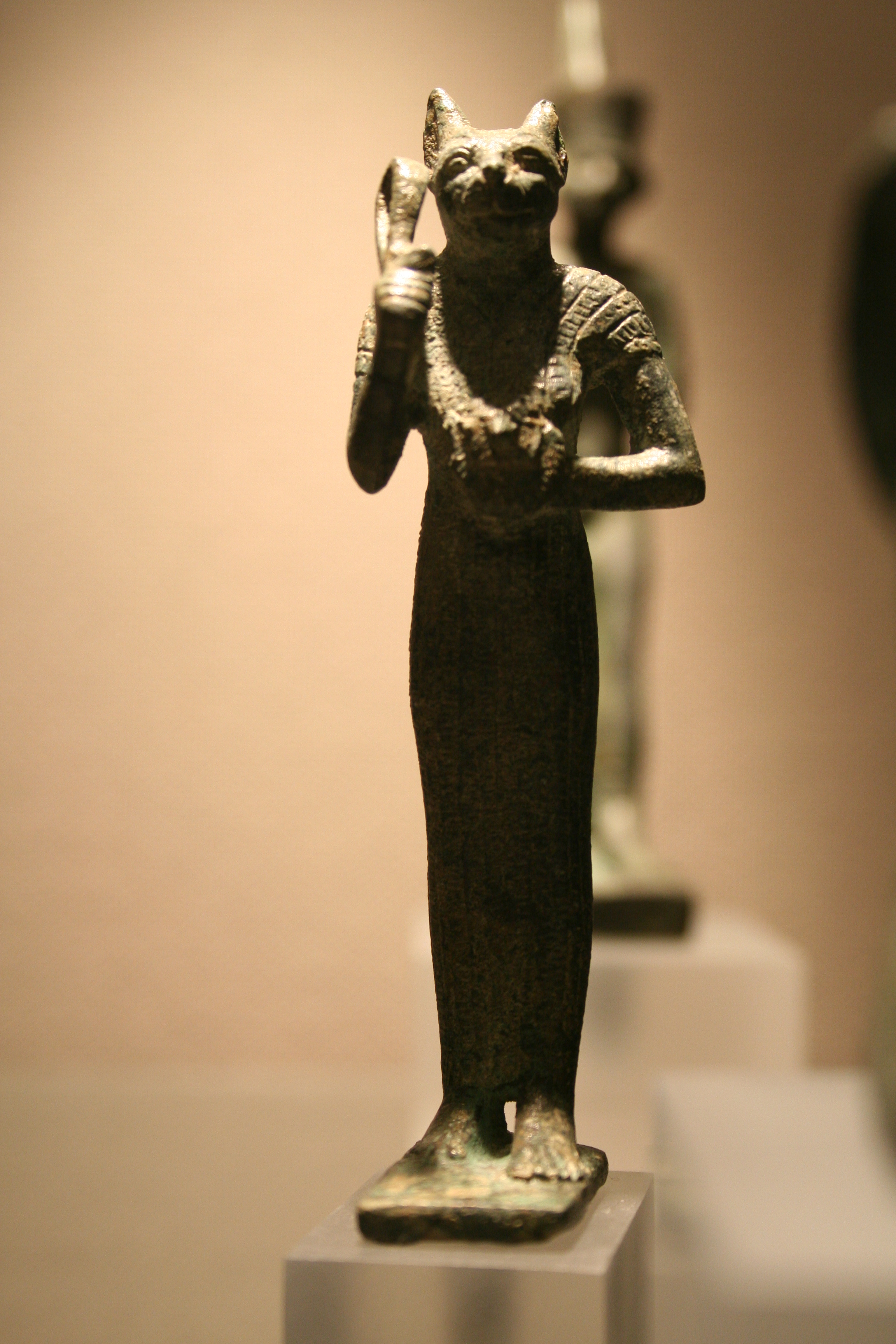
Statue de Bastet, Ägyptisches Museum.

L'Égypte, tant politiquement que culturellement, n'a pas toujours formé un bloc uniforme. Avant son unification à la fin du quatrième millénaire avant notre ère, il y avait de nombreux royaumes, dirigés par des tribus, pour la plupart totémistiques, axant leur culte sur des animaux.
On attribuait alors tel ou tel animal à tel ou tel membre, en fonction de ses qualités, de ses services rendus, de son courage, etc. Quand une tribu ou un membre remportait une victoire, il était en droit d'exiger de la part du perdant qu'il adore son totem. Un Empire fut formé sous Ménès, vers le XXXIe siècle avant notre ère, adoptant une religion plus éclectique : des ibis, des aigles, des scarabées étaient adorés et, sûrement, des chats.
Les Égyptiens voyaient les dieux non pas comme de simples esprits, mais comme des entités intelligentes, capables de s'incarner dans tout être ou objet. Une coupe de cristal, décorée de l'image de la déesse à tête de panthère Mafdet, date d'environ -3100 : c'est la plus ancienne forme de déité représentée en Égypte[réf. nécessaire]. Bastet, la déesse à tête de chat, était à l'origine peinte comme un lion protecteur et belliqueux. Son image, au cours du temps, a été modifiée pour l'associer aux chats domestiques, bienveillants mais sauvages.
Les chats, en tant qu'incarnation de Bastet, étaient momifiés. Le respect qu'ils recevaient après la mort reflète celui qu'ils inspiraient chaque jour de leur vie. L'historien grec Hérodote écrivait que les Égyptiens se postaient autour des incendies pour s'assurer qu'aucun chat n'irait se brûler. À la mort d'un chat, écrivait également Hérodote, la famille était en deuil et se rasait les sourcils, en signe de tristesse.

### Bubastis et le culte du chat

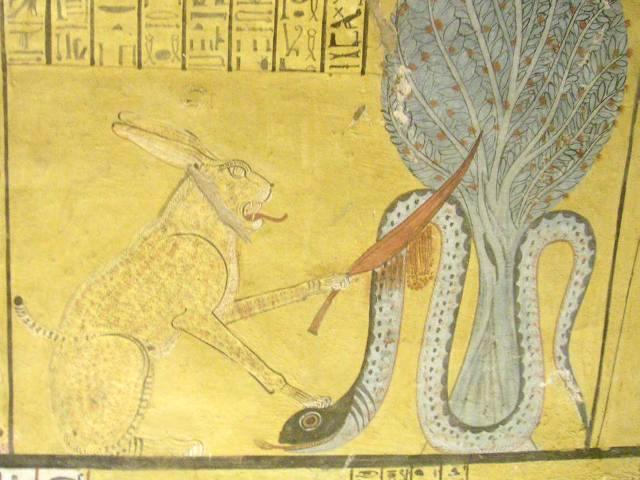
Un chat tuant le serpent Apophis.

Bien que le culte du chat soit déjà un mouvement religieux important à l'avènement du Nouvel Empire, il prend de l'ampleur quand Sheshonq Ier développe la ville de Bubastis (en arabe : Tell Basta), chef-lieu de la déesse Bastet, située à l'est du delta du Nil. Bastet devint très populaire et importante au sein de la population, représentant alors la fertilité, la maternité, la protection et l'aspect bénévole (dans le sens étymologique, de bon vouloir) du soleil — de même que Sekhmet, elle était appelée l'Œil de Rê. Réunissant des milliers de croyants et autant de pèlerins, le culte du chat était responsable de l'arrivée annuelle d'une population immense dans les rues de Bubastis. Bubastis devint un autre nom de Bastet.

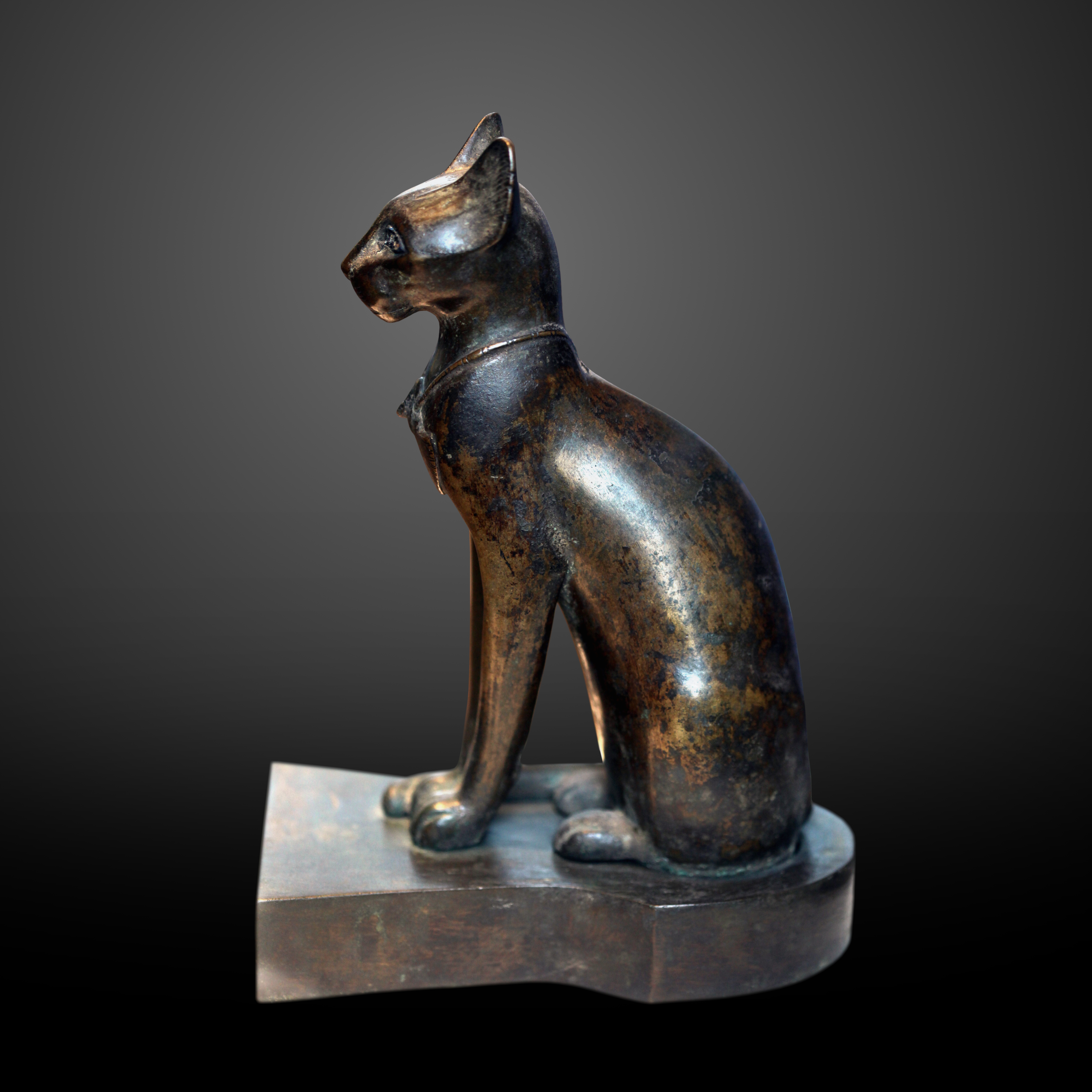
Statuette en bronze et verre.

Près du centre de la cité, on pouvait voir le temple de Bastet. Ce temple était rabaissé par rapport au reste de la cité, pour éviter l'érosion de l'eau, mais a été surélevé par la suite pour éviter les inondations. Hérodote, qui visita Bubastis en -450, disait de ce temple que, s'il n'était pas aussi grand ou n'avait pas coûté autant que ceux des cités alentours, nul n'offrait plus de plaisir aux yeux. Hérodote décrit en détail le temple. Un canal, qui entoure le temple, donne à ce dernier une allure d'île déserte. Dans la cour se trouvait une allée d'arbres, menant vers l'entrée intérieure, qui exposait une statue massive de Bastet, ainsi qu'un nombre important de chats sacrés dont les prêtres s'occupaient grâce aux dons des pèlerins. Ces chats, très respectés, n'en restaient pas moins extrêmement nombreux, et selon une hypothèse[Laquelle ?], un sacrifice périodique aurait été organisé. Les chats supposément sacrifiés, souvent des chatons, étaient ensuite bénis et momifiés, puis vendus comme reliques sacrées. Bubastis devint un centre de commerce, que ce soit dans la vente du bronze, des sculptures ou des amulettes à l'effigie du chat. Hérodote écrivit que le festival annuel en l'honneur de Bastet qui se tenait dans la cité était l'un des plus populaires, faisant se déplacer des croyants de toute l'Égypte.
Le mercantilisme et l'influence de Bubastis inspirèrent les auteurs de la Bible. Au VIe siècle avant notre ère, le prophète Ézéchiel écrivait : 
« Les jeunes hommes d'Aven et de Pibeseth [Bubastis] tomberont par l'épée, et ces cités seront captives. »
— Ézéchiel 30:17
Ézéchiel percevait par l'importance de Bubastis, à l'instar de la ville de Ninive, un paganisme et un péché qui vaudrait aux deux villes une punition.

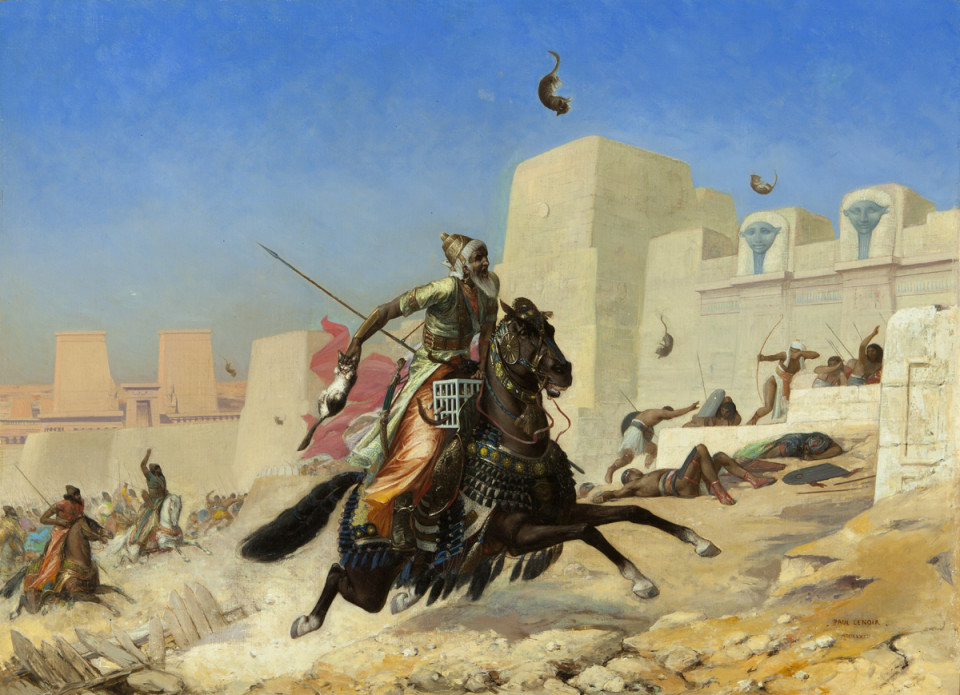
Le roi Cambyse au siège de Péluse, toile de Paul-Marie Lenoir, 1873.

Durant l'Antiquité, la réputation des sentiments d'affection nourris par les Égyptiens vis-à-vis des chats, entre autres animaux, inspira probablement une anecdote légendaire rapportée dans le livre VII des Stratagèmes de Polyen, général macédonien « davantage intéressé par la fantaisie que par l'exactitude historique. » L'écrivain grec situe son histoire vers -525, lorsque l'Égypte du pharaon Psammétique III représentait le principal empire non conquis par la Perse. L'avant-poste égyptien de Péluse se voyait assiégé par les armées du roi achéménide Cambyse II. Afin de faciliter la prise de Péluse, le souverain perse aurait disposé, au-devant de ses propres troupes, des animaux chéris par ses ennemis égyptiens. Les assiégés cessèrent alors leurs tirs afin d'épargner les « chiens, brebis, chats, ibis » mis ainsi en danger.
Des variantes ultérieures du récit de Polyen mettent l'accent sur les chats en omettant de mentionner les autres animaux. Le peintre français Paul-Marie Lenoir (1843-1881) illustre la légende à sa façon dans Le roi Cambyse au siège de Péluse, toile exposée au Salon parisien de 1873 : le roi achéménide et ses cavaliers perses balancent des chats à bout de bras vers les remparts égyptiens.

### Traditions funéraires

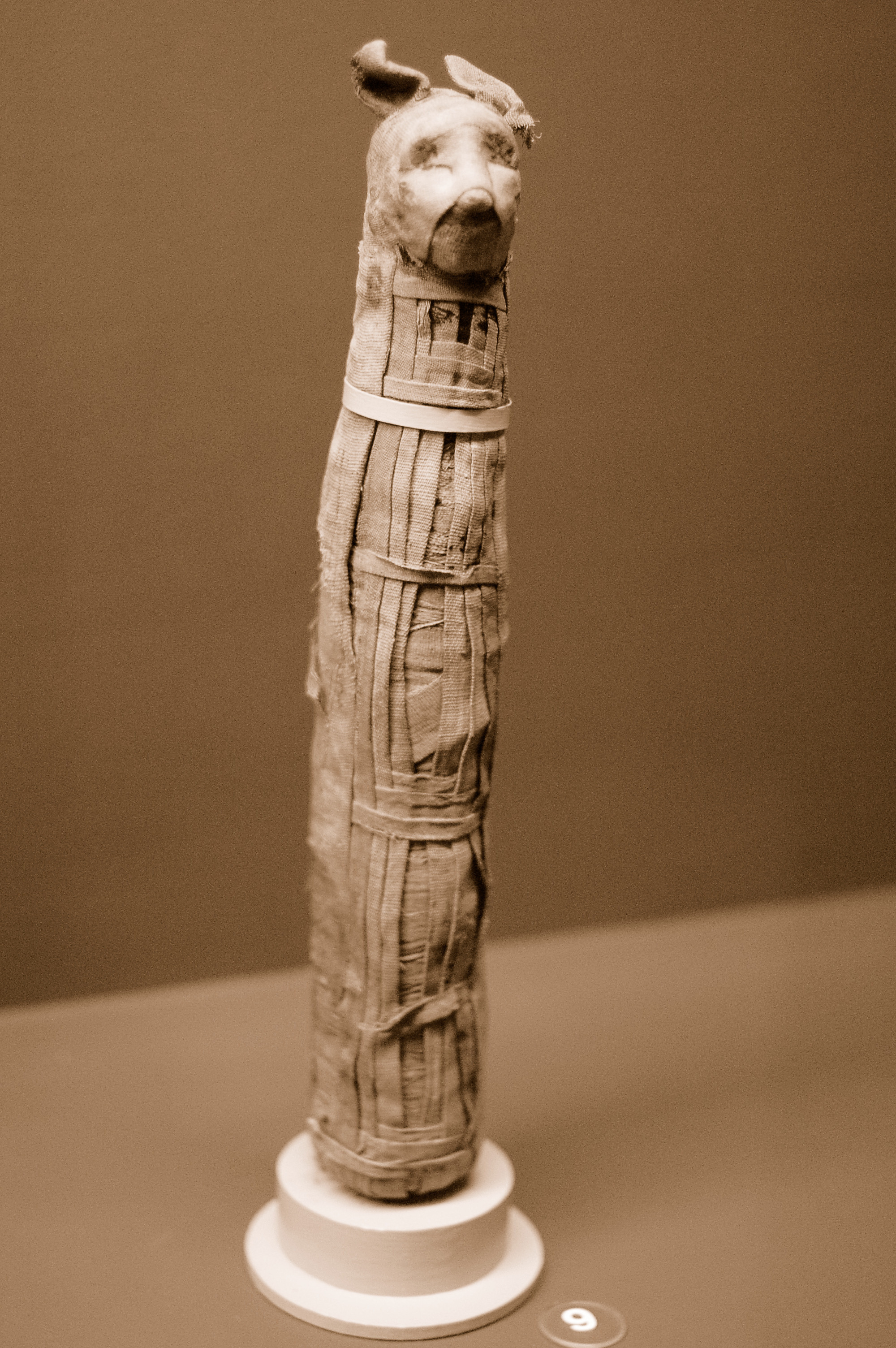
Momie de chat.

Hérodote écrivit que les chats qui mouraient, où que ce soit en Égypte, étaient amenés à Bubastis pour être momifiés et enterrés dans le grand cimetière. Cependant, il semble que ce ne fut que très exceptionnel.
L'égyptologue suisse Henri Édouard Naville a trouvé près de 20 m3 de cadavres de chats, et des traces de crémation, des os dans des vases, des puits, de l'argile. À côté de chaque puits, un autel et un foyer, noirci par le feu. La momification est censée permettre au ka (l'esprit) du défunt de retrouver son hôte et y renaître dans l'autre monde. Pour cela, le corps doit rester intact - la crémation interfère avec ce processus. Néanmoins, brûlés ou non, les chats recevaient les rites funéraires et l'embaumement, au même titre que leurs propriétaires.
En 1888, la découverte du temple de Bastet, en dehors de Tell Basta, amena à l'excavation de près de dix-neuf tonnes de momies et de restes animaux - dont relativement peu de chats,,. Récemment, Roger Tabor découvrit un autre cimetière félin au temple de Bastet, soulevant une couche épaisse de vingt centimètres de momies compressées par les débris du temple, étalées sur une largeur de six mètres.[réf. nécessaire]

### Le déclin du culte du chat
Les cultes païens ont été officiellement interdits par l'édit de Thessalonique, décrété par l'empereur romain Théodose Ier le 27 février 380. Le chat en Égypte a donc vu un déclin progressif de son intérêt, et bien que resté en tant qu'animal de compagnie, il n'était plus adoré dans les temples. Notamment à cause du recul des maladies et de la peste dont il freinait la transmission, le chat n'a plus, aujourd'hui, l'importance qu'il a eue en Égypte.